# Peter Mühldorfer
Peter Mühldorfer (* 1946 in Weilimdorf) ist ein deutscher Maler, Grafiker und Illustrator.

## Leben
Mühldorfer wuchs zunächst in Stuttgart auf, bis seine Familie 1950 nach München übersiedelte. Nach der Schulausbildung versuchte er sich zunächst im Journalismus, in Grafik und Fotografie, bevor er 1970 seine Liebe zur Malerei entdeckte. 1971 zog er nach Italien, wo er bis 1973 lebte und arbeitete. Er lernte Donna Summer kennen, sie verliebten sich ineinander, und Summer verließ ihren Ehemann, Helmuth Sommer.
1976 veröffentlichte Casablanca Records Donna Summers Platte Four Seasons of Love in den USA, und die Sängerin, die ebenfalls in München lebte, wurde zu Promotionzwecken in Los Angeles gebraucht. Mühldorfer besuchte sie häufiger und blieb schließlich in L.A., nachdem Casablanca-Chef Neil Bogart ihm die Möglichkeit eröffnet hatte, eine Galerie (Casablanca ArtWorks) in der Stadt zu eröffnen. Im Januar 1977 gelang Donna Summer der Durchbruch, als Love to Love you Baby veröffentlicht wurde, und mit dem Erfolg kamen die Differenzen in der Beziehung zum Tragen. Das Paar trennte sich später.  
Mühldorfer betrieb seine Galerie noch bis 1979 und zeigte neben eigenen Bildern Werke von Alexander Calder, Victor Vasarely und Richard Lindner, außerdem entstand 1977 in New York eine Lithographieserie, die dort auch ausgestellt wurde, bevor Mühldorfer nach Deutschland zurückkehrte, wo er sich auch einen Namen als Illustrator für Bücher, Zeitschriften und Schallplatten machte.
Ab 1983 arbeitete er überwiegend in Köln, wo Wandmalereien und Installationen entstanden, seit 1999 lebt und arbeitet er wieder in München.

## Einzelausstellungen
- 1973 München u. Ischia
- 1974 München
- 1975 München
- 1976 Los Angeles
- 1977 Los Angeles
- 1980 München
- 1981 München